# لیکویو جانکشن (کالیفرنیا)
لیکویو جانکشن (به انگلیسی: Lakeview Junction) یک منطقهٔ مسکونی در ایالات متحده آمریکا است که در شهرستان مودوک، کالیفرنیا واقع شده‌است. لیکویو جانکشن ۱٬۳۳۰ متر بالاتر از سطح دریا واقع شده‌است.